# Mjältbrandsattackerna i USA 2001
Mjältbrandsattackerna i USA 2001 ägde rum under flera veckor efter den 18 september 2001 (en vecka efter 11 september-attackerna). Flera brev med mjältbrandssporer sändes till nyhetsredaktioner och ledamöter av USA:s senat. Fem människor avled i mjältbrandsinfektioner.
Ingen har dömts för dåden. Bruce Edwards Ivins, som forskade kring biologisk krigföring vid ett av den amerikanska arméns forskningsinstitut, begick självmord den 29 juli 2008, strax innan åtal skulle väckas mot honom för attackerna.
Anklagelserna och Bruce Ivins självmord kom som en total chock för den amerikanska allmänheten. Som biokemist var Edwards USA:s ledande expert på anthrax-bakterien. Det var han som hade hjälpt FBI att undersöka de bakterier som 2001 spreds via brev, ett verk av en förmodad galning. Det var också han som hade tagit fram ett vaccin mot anthrax.

## Attacken
Den 18 september 2001 sändes fem brev som innehöll ett brunt granulärt material. Breven stämplades i ett brevcenter i Trenton i New Jersey och var adresserade till tre nyhetsstationer och två dagstidningar. Fyra av dessa var adresser i New York.
Den 9 oktober 2001 stämplades ytterligare två brev i Trentons brevcenter. Denna gång innehöll breven en mer potent form av mjältbrand. De var adresserade till två US-senatorer, demokraten Tom Daschle (senator för South Dakota) och demokraten Patrick Leahy (senator för Vermont).
Strömmen av anthrax-brev kom kort efter terroraktionerna den 11 september, och följebrev indikerade att bakterierna hade skickats av muslimska terrorister. Paniken höll på att sprida sig när brevströmmen upphörde lika hastigt som den hade startat.
Sammanlagt fem personer dog av de sjukdomar bakterierna medförde, medan sjutton blev allvarligt sjuka.

## Utredningen
Anthrax, som också kallas mjältbrandsbakterie, är ytterst sällsynt och omöjlig att få tag i. I USA finns den bara på ett ställe, nämligen militärens laboratorium för kemisk-bakteriologiska vapen i Fort Detrick. Laboratoriets expert på området, doktor Bruce Ivins, ställde sig omedelbart till förfogande för FBI i förbindelse med utredningen. Han hade också under årens lopp utvecklat ett motvaccin, som han nu gjorde tillgängligt för FBI.
Utredningen visade snabbt att anthrax-bakterierna inte skickats från utlandet, och efter ett års tid hade man lyckats utesluta en rad möjligheter. Allt pekade på att bakterierna bara kunde komma från laboratoriet i Fort Detrick.

### Steven Hatfill
Alla laboratoriets medarbetare kollades, och en rad spår pekade på biokemisten Steven Hatfill, som greps och förhördes. Han frigavs men under de följande sex åren övervakades han av FBI-agenter. Hans hem blev föremål för husrannsakan om och om igen, hans post öppnades, hans telefon avlyssnades och han kunde inte ta ett steg utan att minst två agenter följde efter honom. 
Han fick naturligtvis sparken från sitt arbete och trots sin höga utbildning kunde han inte få ett nytt. Misstankarna plågade honom, och kom att kosta honom hans äktenskap. Steve Hatfill stämde senare myndigheterna för många års oberättigad förföljelse, och när det i mars 2008 stod klart att han inte kunde vara anthrax-mördaren, blev han rentvådd och fick ett skadestånd på 5,8 miljoner dollar.
2005 riktades stark kritik mot FBI, eftersom utredningen av anthrax-morden inte lett till någonting, och 2006 skiftade ledningen ut hela utredningsteamet.

### Bruce Ivins
Regeringen hade gett en biomedicinsk firma i San Francisco, Van Gex, kontrakt på framställningen av anthraxvaccinet för 877 miljoner dollar. Och eftersom det var doktor Bruce Ivins, som hade patentet, skulle han komma att tjäna en betydande förmögenhet. Kunde det tänkas att han hade skickat anthrax-breven för att skapa ett ögonblickligt behov för det vaccin som han hade arbetat med i så många år?
Detta var FBI-utredarnas nya perspektiv på fallen, så de började vända upp och ned på doktor Ivins liv och leverne.
Bruce Edward Ivins var född och uppvuxen i Lebanon, Ohio. Han var extremt begåvad, och efter high school började han att studera mikrobiologi på University of Cincinnati, vilket ledde till en doktorsgrad och ett jobb på militärens laboratorium i Fort Detrick, Maryland, där han blev betrodd avdelningschef. Han var gift med Diana Ivins och paret hade två barn. Han var katolik och musiker i den lokala kyrkan på fritiden.
Utredarna upptäckte att han även hade en mörk sida. Han hade extremt höga tankar om sig själv och tålde inte att bli avvisad av kvinnor. År 2000 hade två kvinnor begärt polisbeskydd mot honom, då de hävdade att han hade hotat att döda dem. För att undgå skandalen pressades han till att genomgå en psykiatrisk undersökning, och rapporten bedömde att han hade sociopatiska och mordiska tendenser.
Nya och långt mer avancerade genetiska analysmetoder gjorde att man nu kunde fastslå att anthraxet i breven kom från förvaringsboxen i Bruce Ivins avdelning i Fort Detrick. En box som bara Ivins hade tillgång till. En kvinnlig medarbetare berättade för FBI-agenterna att hon 2001 hade upptäckt ett utsläpp av anthrax från boxen, som hade förorenat en del av laboratoriet. Hon hade larmat Bruce Ivins, som hade bett henne tiga om händelsen. Han hade själv städat upp efter föroreningen och hade inte rapporterat något till sina chefer.

### Åtal och upplösning
Efter hand som nätet stramades åt kring doktor Bruce Ivins, blev han mer och mer lättirriterad och oberäknelig och till slut suspenderades han från sitt arbete. I början av juli hade FBI hunnit så långt i bevisföringen mot Ivins att man stod klara att gripa och åtala honom för att ha skickat anthrax-breven. Den 4 juli tog psykoterapeuten, Jean C Duley, kontakt med en domare i Washinton. Ivins hade under en tid varit hennes klient, och han hade anförtrott henne att han hade köpt en pistol, ett gevär och en skottsäker väst. Han tänkte döda en av sina medarbetare på laboratoriet, som han menade hade hjälpt FBI att ta fram bevis mot honom. Och när agenterna kom för att gripa honom, tänkte han skjuta så många han kunde innan han själv blev dödad.
Några dagar senare ångrade Ivins uppenbarligen att han hade invigt terapeuten i sina planer och hotade henne till livet. Hon kände till den psykiatriska bedömningen av honom och blev skräckslagen, så trots sin tystnadsplikt valde hon att berätta för FBI vad han hade sagt. När det stod klart att FBI var på väg för att gripa honom, övergav Ivins sin plan att skjuta på allt och alla och istället tog han en överdos av Tylenol och kodein och avled på Frederick Memorial Hospital några få timmar senare. 
Utåt var doktor Bruce Ivins en stillsam och vänlig man, som alla tyckte om. Hans grannar och vänner hade mycket svårt att tro att han skulle vara mannen bakom anthrax-morden, men en av dem som kände honom allra bäst, hans egen bror Tom Ivins, sa: "Han kunde mycket väl ha kommit på det. Han har alltid trott att han var Gud!"
FBI:s fall mot Ivins byggde främst på indicier.